# Bjoren
DS Bjoren ist ein seit 1867 eingesetztes, holzbefeuertes Dampfschiff mit Metallrumpf sowie ein eingetragenes norwegisches Kulturdenkmal.
Im Sommer verkehrt es mindestens einmal pro Woche auf dem südnorwegischen Stausee Byglandsfjord im Setesdal.

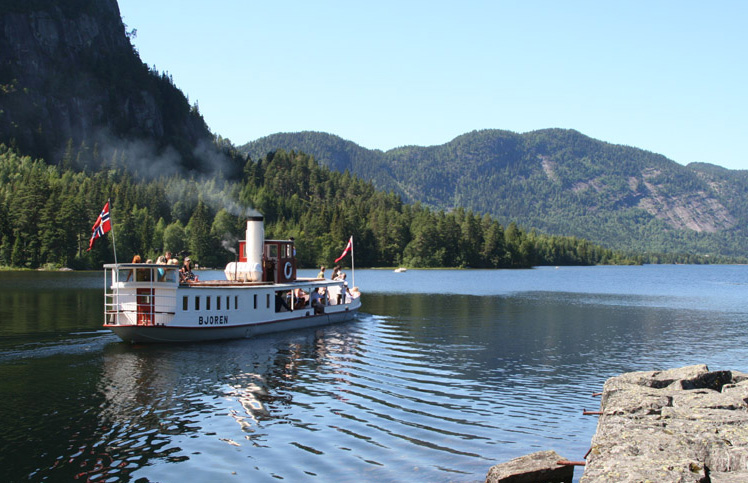
DS Bjoren verlässt die alte Schleuse bei Storestraum.

## Geschichte
Die Dampskibsaktieselskapet Bjoren og Dølen bestellte 1866 die beiden Dampfschiffe Bjoren und Dølen bei der Akers mekaniske verksted in Oslo. Ab dem 19. Dezember 1866 wurden beide Schiffe gemeinsam nach Kristiansand überführt und anschließend im späteren Einsatzgebiet fertig gestellt. Die Jungfernfahrt fand am 8. Juni 1867 statt, Bjoren war damals 52 Fuß (15,9 m) lang, vermutlich 3,4 Meter breit, für 92 Passagiere zugelassen und hatte eine 14 PS starke Dampfmaschine. 1897 wurde das Boot um sechs Fuß verlängert. 1914 wurden im Zuge einer weiteren Verlängerung um zehn Fuß auf nun 69,4 Fuß auch ein neuer Kessel und eine neue Zweizylinder-Verbunddampfmaschine von KMV mit 42 PS eingebaut. Heute wiegt das Schiff 26,9 Tonnen und ist für 55 Passagiere zugelassen.

## Einsatz
Die ersten Jahrzehnte war die Bjoren im Liniendienst zwischen Evje und Hægeland auf dem so genannten Kilefjorden, einem Teil des Flusses Otra, im Einsatz. Als 1896 die parallel verlaufende Setesdalbahn, eine schmalspurige Eisenbahn, bis zum Endbahnhof Byglandsfjord eröffnet wurde, machte sie die Bjoren auf dieser Route überflüssig. Daher wurde das Schiff in zwei Teile zerlegt, ungefähr 30 km flussauf nach Norden transportiert und dort, um ungefähr zwei Meter verlängert, wieder zusammengebaut. Auf dem Byglandsfjord war Bjoren nun zusammen mit dem Schwesterschiff Dølen im Einsatz. Ab den 1920er Jahren übernahmen Busse einen großen Teil des Verkehrs in diesem Bereich, so dass die Dampfschiffsgesellschaft 1930 ihre Auflösung beschloss. Olav Fransson Syrtveit aus Vassend am Byglandsfjord kaufte das Schiff und betrieb es gemeinsam mit seinen Söhnen bis zum 27. Dezember 1957. Der Bau einer Straße auch auf der westlichen Seeseite in den 1950er Jahren hatte das Schiff überflüssig gemacht, die Linie wurde eingestellt. Daniel Ose kauft die Bjoren und nutzte sie kurze Zeit als Restaurantschiff für seinen Campingplatz am Reiårsfossen. Anschließend begann der Verfall, schließlich sank das Schiff.

## Bjorens2. Leben

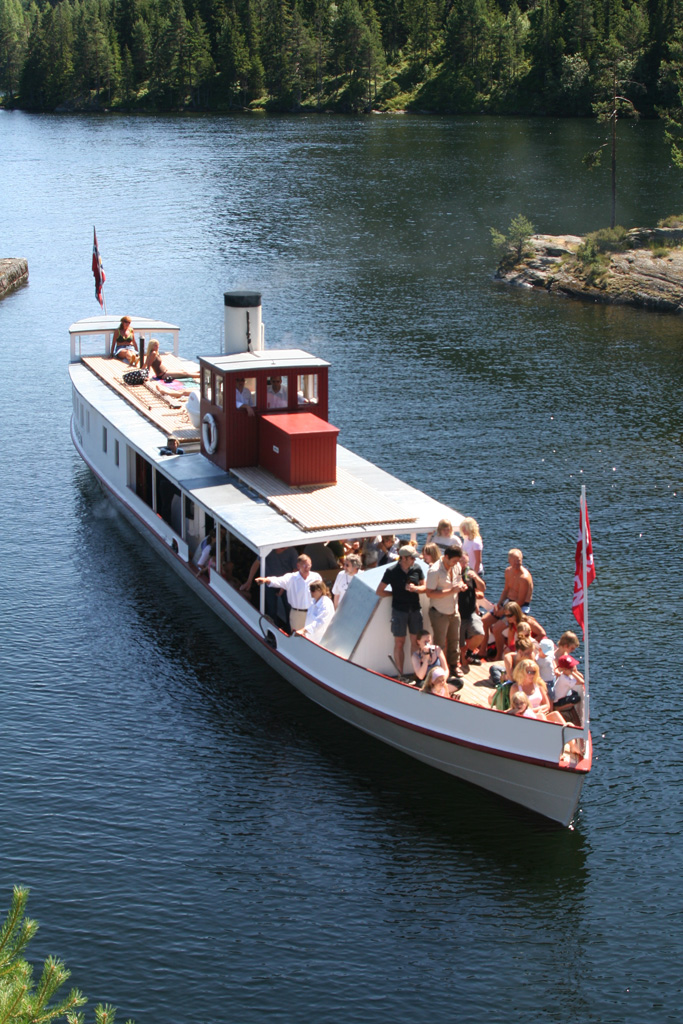
DS Bjoren bei der Einfahrt in die alte Schleuse bei Storestraum.

In den 1970er Jahren beschloss eine Gruppe örtlicher Enthusiasten, das Schiff zu retten, und gründete dafür zusammen mit lokalen Firmen, Gemeinden und weiteren Privatpersonen die Damskipsselskapet Bjoren A/S. In der Folge übernahm die Gemeinde Bygland 1981 Bjoren, holte es an Land und ließ es zehn Jahre später für eine von der Regierung unterstützten Generalinstandsetzung zur Drammen Shiprepairs A/S in Drammen bringen. Seit dem 20. Mai 1994 ist Bjoren wieder fahrbereit. 2005 mussten verfaulte Holzteile ersetzt werden. Am 11. August 2006 nahm Königin Sonja an einer Fahrt teil, und am 25. Juni 2013 wurde dem Schiff die Olavsrose, ein Gütezeichen der Stiftung Norsk Kulturarv (Norwegisches Kulturerbe) für Erlebnisangebote, verliehen. Im Jahr 2017 beförderte Bjoren insgesamt 3.000 Fahrgäste über den See.
Aktuell (2022) gehört Bjoren der Gemeinde Bygland über ihre Tochterfirma Bjoren AS. Im Sommer finden ein bis zwei planmäßige Fahrten je Woche von Bygland-Byglandsfjord nach Bygland und weiter durch die ebenfalls sanierte alte Schleuse bei Storestraum bis Bygland-Ose statt. Zudem sind Charterfahrten möglich, die unter anderem auch für Gäste von in Kristiansand anlegenden Kreuzfahrtschiffen angeboten werden. Die lokale, Bjorens venner (Bjorens Freunde) genannte Gruppe unterstützt weiterhin die Bewahrung des Schiffes und seiner technischen Werte, zudem gibt es nach wie vor staatliche Unterstützung.